# Desa Karangpanimba
Desa Karangpanimba är en administrativ by i Indonesien.   Den ligger i provinsen Jawa Barat, i den västra delen av landet, 230 km sydost om huvudstaden Jakarta.